# Karamoko Dembélé
Karamoko Dembélé (Londen, 22 februari 2003) is een Engels voetballer die bij voorkeur als aanvaller speelt. Hij speelt bij Stade Brest.

## Clubcarrière
Dembélé werd geboren in Londen en verhuisde op éénjarige leeftijd naar Schotland. Hij begon met voetballen bij Park Villa BC. In 2014 trok hij naar Celtic. Op 24 december 2018 tekende hij zijn eerste profcontract. Op 19 mei 2019 debuteerde Dembélé in de Schotse competitie tegen Heart of Midlothian. Hij viel in aan de rust en speelde de volledige tweede helft.

## Clubstatistieken
| Seizoen     | Club           | Competitie           | Competitie | Competitie | Competitie | Beker | Beker | Beker | Europa | Europa | Europa | Totaal | Totaal | Totaal |
| Seizoen     | Club           | Competitie           | Wed.       | Dlp.       | Ass.       | Wed.  | Dlp.  | Ass.  | Wed.   | Dlp.   | Ass.   | Wed.   | Dlp.   | Ass.   |
| ----------- | -------------- | -------------------- | ---------- | ---------- | ---------- | ----- | ----- | ----- | ------ | ------ | ------ | ------ | ------ | ------ |
| 2018/19     | Celtic Glasgow | Scottish Premiership | 1          | 0          | 0          | 0     | 0     | 0     | —      | —      | —      | 1      | 0      | 0      |
| 2019/20     | Celtic Glasgow | Scottish Premiership | 1          | 0          | 0          | 0     | 0     | 0     | 1      | 0      | 0      | 2      | 0      | 0      |
| 2020/21     | Celtic Glasgow | Scottish Premiership | 5          | 1          | 0          | 0     | 0     | 0     | 0      | 0      | 0      | 5      | 1      | 0      |
| 2021/22     | Celtic Glasgow | Scottish Premiership | 1          | 0          | 0          | 1     | 0     | 0     | 0      | 0      | 0      | 2      | 0      | 0      |
| Club Totaal | Club Totaal    | Club Totaal          | 8          | 1          | 0          | 1     | 0     | 0     | 1      | 0      | 0      | 10     | 1      | 0      |
| 2022/23     | Stade Brest    | Ligue 1              | 15         | 0          | 0          | 2     | 0     | 0     | —      | —      | —      | 17     | 0      | 0      |
| 2023/24     | Stade Brest    | Ligue 1              | 1          | 0          | 0          | 0     | 0     | 0     | —      | —      | —      | 1      | 0      | 0      |
| Club Totaal | Club Totaal    | Club Totaal          | 16         | 0          | 0          | 2     | 0     | 0     | 0      | 0      | 0      | 18     | 0      | 0      |
| 2023/24     | → Blackpool    | EFL League One       | 39         | 9          | 13         | 8     | 1     | 1     | —      | —      | —      | 47     | 10     | 14     |
| Club Totaal | Club Totaal    | Club Totaal          | 39         | 9          | 13         | 8     | 1     | 1     | 0      | 0      | 0      | 47     | 10     | 14     |
| 2024/25     | → QPR          | EFL Championship     | 23         | 3          | 4          | 2     | 0     | 0     | —      | —      | —      | 25     | 3      | 4      |
| 2025/26     | QPR            | EFL Championship     | 2          | 0          | 0          | 0     | 0     | 0     | —      | —      | —      | 2      | 0      | 0      |
| Club Totaal | Club Totaal    | Club Totaal          | 25         | 3          | 4          | 2     | 0     | 0     | 0      | 0      | 0      | 27     | 3      | 4      |
| TOTAAL      | TOTAAL         | TOTAAL               | 88         | 13         | 17         | 13    | 1     | 1     | 1      | 0      | 0      | 102    | 14     | 18     |